# Ga’anda jezik
Ga’anda jezik (ga’andu, ganda, makwar, mokar; ISO 639-3: gqa), čadski jezik skupine biu-mandara (jedan od 78), kojim govori 43 000 ljudi (1992) u nigerijskim državama Adamawa i Borno. Ima dva dijalekta, ga’anda i gabin. U upotrebi su i hausa [hau] or fulfulde [fuv].

## Vanjske poveznice
- Ethnologue (14th)
- Ethnologue (15th)